# Albinomord i Afrika
Albinomord i Afrika er en dansk dokumentarfilm fra 2010 instrueret af Camilla Folsach Madsen og Suzanne Skærbæk Pedersen efter deres eget manuskript.

## Handling
Der var engang, hvor albinoer kun skulle frygte solens lys og det konstante behov for skygge, men nu må de også frygte, hvad der gemmer sig i krogene. Mange af Tanzanias 170.000 albinoer er gået under jorden, efter heksedoktorer har spredte rygter om albinoers påståede magiske kræfter. De tror på at kropsdele fra albinoer kan give dig velstand, så derfor fremstiller de miksturer og amuletter af ben, hår, hænder og blod fra albinoerne. Siden 2007 er der i Tanzania blevet dræbt 54 albinoer, de fleste af dem børn, med håbet om at få velstand og lykke. Drabene fortsætter, trods regeringens forsøg på at stoppe det. The Mitindo Primary School i det nordlige Tanzania er en skole for blinde og visuelt udfordrede elever. Nu er skolen fyldt med albinobørn, der søger et tilflugtssted. Manyasi er en af de børn, der er på flugt. Hans søster var brutalt myrdet og lemlæstet af rituelle mordere i 2008. I september 2009 startede den første retssag mod mænd anklaget for albino-mord.
Original beskrivelse:
Once, Albinos only had to fear the burning sun and constantly seek the shade. But now they also fear what is hiding in the shadows. Many of Tanzania¿s 170.000 Albinos have gone into hiding. They are being hunted because witchdoctors are spreading the belief that Albinos possess a magic power. They believe that body parts from Albinos can bring you wealth, so they make potions and charms from Albinos¿ legs, hair, hands and blood. Since 2007 Tanzanians have killed 54 Albinos, most of them children, hoping to obtain wealth and success. The killings continue despite government efforts to stop the practice. The Mitindo Primary School in the northern part of Tanzania is a school for the blind and visually impaired. Now the school is filled with Albino children seeking a safe haven. Manyasi is one of the children on the run. His sister was brutally murdered and mutilated by ritual killers in 2008. In September 2009 the very first trial against men accused of killing albinos began.